# بانک
نهادی اقتصادی است که وظیفه‌هایی چون تجهیز و توزیع اعتبارات، عملیات اعتباری، عملیات مالی، خرید و فروش ارزها، نقل و انتقال وجوه، وصول مطالبات اسنادی و سود سهام مشتریان، پرداخت بدهی مشتریان، قبول امانات، نگهداری سهام و اوراق بهادار و اشیای قیمتی مشتریان، انجام وظیفهٔ قیمومیت و وصایت برای مشتریان، انجام وکالت خریدها و فروش را بر عهده دارند.
وظایف بانک مرکزی عبارتست از انتشار اسکناس و تنظیم حجم پول در گردش، نگهداری فلزات گرانبها و ارزهای متعلق به دولت، نگهداری ذخایر قانونی و موجودی نقدی بانک‌های تجاری، ایجاد امکانات اعتباری برای بانک‌های تجاری، انجام دادن عملیات تسویه حساب بین بانک‌ها، صندوقداری و نمایندگی مالی برای عملیات بانکی دولت، اجرای سیاست پولی و کنترل حجم اعتبارات. این بانک مسؤولیت کنترل شبکه بانکی و اداره سیاست پولی ثبات را بر عهده دارد. این بانک، بانک‌های دیگر را در جهت ارائه خدمت و هماهنگی با اقتصاد به فعّالیت وامی‌دارد.
بانک شاهنشاهی ایران نخستین بانک ایران برای اولین بار درایران اقدام به چاپ و نشر اسکناس در زمان حکومت ناصرالدین شاه قاجار نمود و درسال۱۳۰۲ خورشیدی بانک ملی در زمان حکومت پهلوی چاپ اسکناس را به عهده داشت که بعدها به بانک مرکزی ایران واگذارشد.

## منشأ کلمه بانک

ساختمان بانک شاهنشاهی ایران در بوشهر سال ۱۸۹۱

واژهٔ بانک در زبان انگلیسی میانه از زبان فرانسوی میانه (banque)، و آن هم از واژه ایتالیایی قدیمی banca، و آن نیز از واژه آلمانی بسیار قدیمی banc,bank,"bench.counter" گرفته شده‌است.
Benchها (نیمکت‌ها) به عنوان میزها یا شمارش‌گرهای مبادله در حین دوره رنسانس توسط بانکداران فلورانتین مورد استعمال قرار می‌گرفتند که مذاکرات و مبادلاتشان را پشت میزهایی انجام می‌دادند که با رومیزی‌های سبز رنگ پوشیده شده بود.
یکی از قدیمی‌ترین موارد مشاهده شد که نشان‌دهندهٔ فعالیت‌های تبدیل پولی بود، سکه درهم نقره یونان است که از مستعمرهٔ ترابزون یونان باستان در دریای سیاه، ترابزون کنونی، پیش از میلاد، است که در موزهٔ بریتانیا در لندن به نمایش گذاشته شده‌است. این سکه نشان می‌دهد که میز یک بانکدار (تراپزا) مملو از سکه بود، که جناسی از نام شهر است. درحقیقت، حتی در زمان حاضر در یونان امروزی، واژهٔ تراپزا (به یونانی: Τράπεζα)هم به معنی میز است و هم به معنی بانک.

## پیشینه
کهن‌ترین شکل بانکداری مربوط به دوران آشوریان و بابلیان است. مدارکی از این ناحیه به دست آمده‌است که حکم چک را دارند. همچنین در قوانین حمورابی قوانینی در مورد فعالیت‌های بانکداری وضع گردیده. سپس یونانیان و رومیان نیز در معابدشان به فعالیت‌های بانکداری پرداختند و نوآوری‌هایی نیز در این زمینه داشتند. در دیگر نقاط جهان از جمله هند و چین نیز فعالیت‌های بانکداری انجام می‌شده.

### قرون وسطی
ریشه بانکداری کنونی را می‌توان در قرون وسطی و اوایل رنسانس ایتالیا پیدا کرد. در شهرهای ثروتمند مرکزی و شمالی مانند فلورانس،  لوکا، سیه نا، ونیز و جنوا، خانواده‌های پروزی و باردی بر بانکداری فلورانس در قرن چهاردهم میلادی کنترل پیدا کردند و مراکز زیادی در نقاط مختلف اروپا تأسیس کردند. جیووانی دی بیکی د مدیچی یکی از معروف‌ترین بانک‌های ایتالیایی به نام بانک مدیچی را در ۱۳۹۷ میلادی تأسیس کرد، جمهوری جنوا اولین بانک سپرده ایالتی را در سال ۱۴۰۷ میلادی در جنوا ایتالیا به نام بانک سنت جورج تأسیس کرد.

## تعریف بانک
تعاریفی که از یک بانک ارائه می‌شود در هر کشور متفاوت است.

### انگلستان
طبق قوانین معمول انگلیسی، یک بانکدار به عنوان فردی تعریف شده‌است که دارای شغل بانکداری است و مسئولیت‌هایش که به صورت زیر تعیین شده‌است:
- انجام محاسبات جاری برای مشتریان
- جمع‌آوری چکهای مشتریان

شغل بانکداری در بسیاری از کشورها که قانون متداول انگلیس در آن رایج است از طریق اساسنامه تعریف نشده‌است اما این تعریف طبق قوانین متداول صورت گرفته‌است.
در دیگر حوزه‌های قانون رایج انگلیسی، تعاریف قانونی مختلفی از شغل بانکداری ارائه شده‌است. با توجه به این تعاریف، باید بخاطر داشت که آن‌ها به تعریف شغل بانکداری با هدف قانون‌گذاری برای آن می‌پردازد، ونه لزوماً برای ارائه تعریف کلی. به ویژه، اکثر تعاریف از سوی مراجع قانونی ارائه شده‌است که بیشتر دارای اهداف ورود قانون و پشتیبانی از بانک‌ها هستند تا اینکه بخواهند تعریف و قانونی در زمینه شغل حقیقی بانکداری ارائه دهند. اما در بسیاری از موارد، تعریف قانونی آن، بازتاب دقیقی از تعاریف قانونی متداول است.

### ایالات متحده آمریکا
در ایالات متحده آمریکا صنعت بانکداری صنعتی کاملاً قانون‌دار با قانونگذاری بسیار دقیق و نکته‌بین است تمامی بانک‌ها با سپردهای تضمین شده از طریق fdic دارای شرکت نیمه سپرده‌گذاری فدرال fdic به عنوان یک متعادل‌کننده هستند گرچه سیستم ذخیره فدرالی اولین تعدیل‌کننده بانک‌های ایالتی عضو فدرال است اما اداره ممیزی اسکناس occ اولین تعدیل‌کننده فدرالی بانک‌های داخلی است و اداره نظارت بر پس‌انداز یا ots اولین تعدیل‌کننده فدرالی پس‌اندازها است.
بانک‌های غیر عضو ایالتی از طریق مراکز ایالتی و همین‌طور fdic مورد بررسی قرار می‌گیرند. بانک‌های داخلی یک تعدیل‌کننده اولیه دارد یعنی occ واسطه‌های واجد شرایط و کارگران کمکی توسط MAIC تعدیل می‌شوند هر مرکز تعدیل مجموعه قوانین و مقررات خاص خودش را دارد که بانک‌ها و صندوق‌های ذخیره باید از آن‌ها پیروی کنند.
شورای نظارت بر موسسات مالی فدرال (FFIEC) در سال ۱۹۷۹ به عنوان یک بدنه بین نمایندگی‌های رسمی که وکالت دارند تا قوانین و سیاست‌گذاری‌های واحد معیارها و استانداردها را تعریف کرده شیوه‌های متداول فدرال بر موسسات مالی را گزارش دهد گرچه شورای نظارت بر موسسات مالی فدرال موجب ایجاد درجهٔ بالاتری از تعدیل بین نمایندگی‌ها و شعب بانک‌ها شده‌است قوانین و مقررات تعدیل دائماً در حال تغییر است علاوه بر قوانین در حال تغییر تغییرات در صنعت موجب ادغام موسسات ذخیره فدرال (FDIC,OTS,MAIC,OCC) در هم شده‌است ادارات بسته شده‌اند.

## بانکداری

### فعالیت‌های استاندارد
بانک‌ها به عنوان عامل پرداخت‌کننده از طریق اجرای چک‌ها یا حساب‌های جاری مشتریان، فعالیت می‌کنند که چک‌های کشیده شده در وجه مشتریان در آن بانک را پرداخت می‌کنند و چک‌های سپرده به حساب‌های جاری مشتریان را جمع‌آوری می‌کنند. همچنین بانک‌ها وجوه مشتریان را از طریق دیگر روش‌های پرداخت، نظیر ACH، انتقال مخابره‌ای یا تلگرافی،EFTPOS، ماشین گویای اتوماتیک (ATM)خودپرداز که می‌پردازند.

### قوانین
موضوع اصلی، قوانین بانکداری:
بانک‌های بازرگانی کنونی دراکثر حوزه‌ها ی قانون‌گذاری توسط مؤسسات مستقل از دولت تنظیم و تأسیس شده‌اند و مدارک بانکی ویژه‌ای جهت اداره آن می‌طلبد. قانون بانکداری بر اساس یک تحلیل قراردادی از روابط بین بانک و مشتری
این قانون دربردارندهٔ حقوق و مقرراتی است که در این رابطه وجود دارد که به صورت زیر است:
1. مانده‌حساب بانکی مقام مالی بین بانک و مشتری است زمانی که حساب دارای اعتبار باشد، بانک این مانده‌حساب را به مشتری بدهکار می‌شود
2. بانک قبول می‌کند تا چک‌های مشتری را تاحد اعتبار حساب است حساب بیشتری بدون داشتن وکالت از سوی آن مشتری مثلاً:یک چک که از سوی مشتری کشیده شده‌است، پولی برداشت نکند.
3. بانک ممکن است از حساب مشتری بدون داشتن وکالت از سوی آن مشتری مثلاً یک چک که از سوی مشتری کشیده شده‌است پولی برداشت نکند.
4. بانک موافقت می‌کند که چک‌های کشیده شده در وجه مشتری را به عنوان نماینده مشتریش جمع‌آوری می‌کند
5. بانک دارای این حق است که حساب‌های مشتری را با هم ترکیب کنند زیرا هر حساب تنها یک جنبه از همان رابطه اعتباری است.
6. بانک دارای حق تصرف در مورد چک‌های کشیده شده در وجه مشتری است تا حدی که مشتری به بانک بدهکار باشد
7. بانک نباید جزئیات معاملات صورت گرفته از طریق حساب مشتری را فاش کند مگر اینکه مشتری موافقت کند که در این صورت یک وظیفه عمومی جهت فاش کردن به وجود می‌آید، و سودهای بانک آن را می‌طلبد، قانون، آن را تقاضا می‌کند. بانک نباید حساب یک مشتری را بدون هیچ دلیل منطقی ببندد زیرا پرداخت چک‌ها به روش عادی بازرگانی، تا چندین روز به تعویق می‌افتد برخی از انواع مؤسسات مالی نظیر جوامع سازندگی و اتحادیه‌ها اعتباری ممکن است به صورت بخشی یا تماماً معاف از مستلزمات مجوز بانکی باشد و به این ترتیب تحت قوانین مجزایی تدوین و تأسیس شده باشد.

الزامات صدور مجوز بانکی در بین حوزه‌های قانونی، متفاوت است اما به‌طور کلی به قرار زیر است:
1. حداقل سرمایه
2. نسبت حداقل سرمایه
3. مناسب و صحیح برای حسابداران، صاحبان، مدیران، یا کارمندان بانک

- پول
- خطر اقتصاد کلان

## بانک‌ها در اقتصاد

### عملکردهای اقتصادی
عملکردهای اقتصادی بانک‌ها به قرار زیر است:
1. افتتاح حساب به صورت اسکناس و حساب‌های جاری به صورت چک یا وجه نقد در وجه مشتری
2. شبکه‌بندی و تسویه وجوه
3. واسطه‌گری اعتبار
4. اصلاح و توسعه کیفیت اعتبار
5. انتقال سررسید
6. تولید پول

## بحران بانک
بانک‌ها در معرض اشکالات مختلفی از خطرات و بحران‌ها قرار دارند که سبب‌ساز بحران‌های سیستماتیک موقتی می‌شود.

## گونه‌های بانک‌داری
- بانک‌داری شعبه‌ای: فعالیت بانکی با مجوز تأسیس شعبه.
- بانک‌داری بی‌شعبه: فعالیت بانکی بدون مجوز تأسیس شعبه.
- بانک‌داری سرمایه‌گذاری: واسطه‌گری مالی در خرید اوراق بهادار دست اول و عرضه به سرمایه‌گذاران در بازار سرمایه.
- عمده‌بانک‌داری: انجام عملیات بانکی توسط یک بانک برای یک بنگاه مالی یا بانک دیگر.
- خرده‌بانک‌داری: انجام عملیات توسط یک بانک برای بنگاه‌ها و اشخاص.

## انواع بانک‌ها
بانک‌ها را می‌توان به انواع مختلف تقسیم کرد از قبیل:
- بانکداری جزئی، که مستقیماً با اشخاص و تجارت‌ها ی کوچک سرو کار دارد.
- بانکداری تجاری، که خدمات تجارت بازار متوسط را ارائه می‌دهد.
- بانکداری شراکتی، که مربوط به موسسات تجاری بزرگ و مستقل است.
- بانکداری خصوصی، که خدمات مدیریت سرمایه را برای اشخاص و خانواده‌های دارای ارزش شبکه‌ای بالا فراهم می‌کند.
- بانکداری سرمایه‌گذاری، که مربوط می‌شود به فعالیت‌هایی که در بازارهای مالی انجام می‌گیرد.

اکثر بانک‌ها و موسسات اقتصادی خصوصی سودآور هستند اما برخی از آن‌ها توسط دولت اداره می‌شود، یا سازمان‌های غیرانتفاعی است.

### انواع بانک‌های جزئی
- بانک‌های تجاری
- بانک‌های توسعه محلی
- اتحادیه‌های اعتباری
- بانک‌های ذخیره‌های پستی
- بانک‌های خصوصی
- بانک‌های خارج از حوزه قانونی
- بانک‌های ذخیره
- بهترین درگاه واسط
- جوامع سازمانی و بانک‌هایی که زمان را در بربابر پول، گرو برمی‌دارند
- بانک‌های اخلاقی

### انواع بانک‌های سرمایه
- بانک‌های سرمایه‌ای که پذیره‌نویسی می‌کنند (برای فروش ضمانت می‌کنند) اوراق بهادار و اوراق قرضه، به داد و ستد حساب‌های خودشان می‌پردازند، ایجاد بازار می‌کنند و به شرکت‌ها پیشنهاد فعالیت‌های بازار سرمایه نظیر ادغام‌ها و کسب سود را می‌دهند.
- بانک‌های بازرگان:از دیرباز بانک‌هایی بودند که ضامن سرمایه‌گذاری –معاملاتی بودند تعریف امروزی آن اشاره دارد به بانک‌هایی که برای شرکت‌ها سرمایه را به صورت سهام عرضه می‌کند نه وام. برخلاف شرکت‌های سرمایه مخاطره‌آمیز، آن‌ها تمایل دارند که در شرکت‌های جدید سرمایه‌گذاری نکنند.

### انواع دیگر بانک‌ها
- بانک‌های مرکزی:که معمولاً تحت مالکیت دولت است و با مسئولیت‌ها قانونی مشابه مدیریت می‌شود؛ نظیر پشتیبانی از بانک‌های تجاری یا مدیریت نرخ سود نقدی به‌طور کلی آن‌ها که نقدینگی را برای سیستم بانک‌داری فراهم می‌کنند و به عنوان وام‌دهنده در آخرین وهله در شرایط بحران عمل می‌کند.
- بانک‌های اسلامی: نوعی از بانکداری که بر قوانین اسلامی استوار است. تمامی فعالیت‌های بانک‌داری باید از سود (بهره‌ای که از ربا به دست می‌آید) اجتناب کنند.